# Ténéréwoestijn

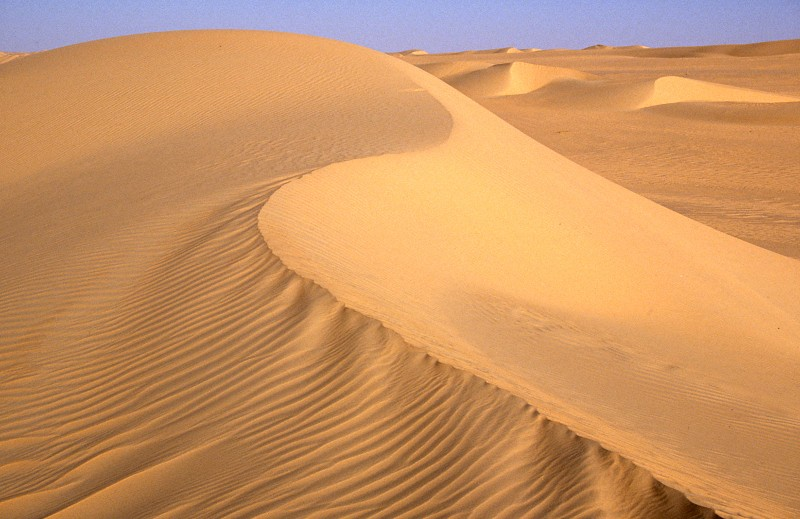
Een erg in de Ténéréwoestijn tussen de plaatsen Fachi en Bilma

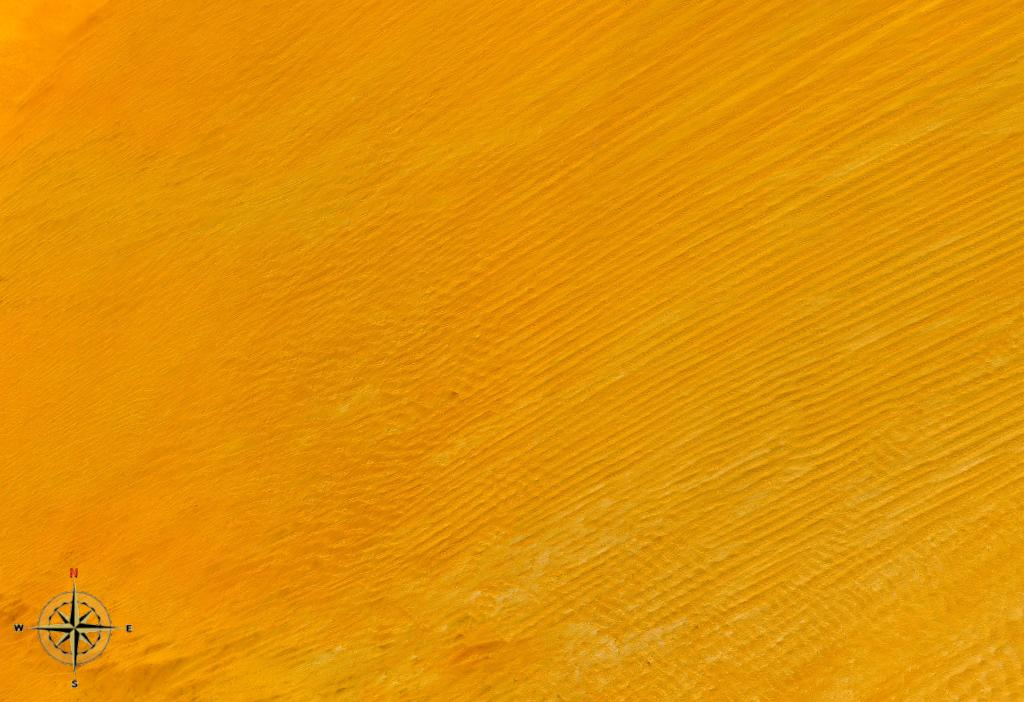
De woestijnduinen van Ténéré gezien vanuit de ruimte

Arakao.

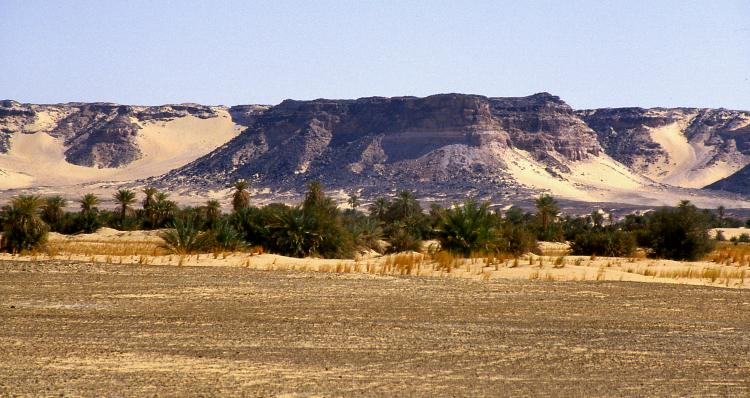
De Kaouarkliffen, in de buurt van Bilma. Het gebied vormt een keten van oases in de oostelijke Ténéré.

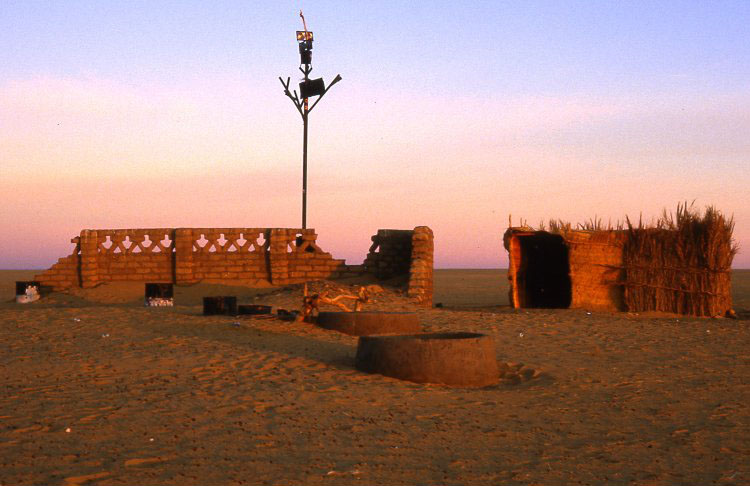
De Arbre du Ténéré (Ténéréboom).

De Ténéré of Ténéréwoestijn is een gebied in de zuidelijke Sahara. Het bestaat uit een grote zandvlakte die zich uitstrekt van noordoostelijk Niger tot westelijk Tsjaad. De oppervlakte van het gebied is zo'n 400.000 km². De Ténéré wordt ruwweg begrensd door het Aïrgebergte in het westen, het Ahaggargebergte in het noorden, het Djadoplateau in het noordoosten, het Tibestigebergte in het oosten en het bekken van het Tsjaadmeer in het zuiden. Het centrale deel van de woestijn wordt gevormd door de Erg du Bilma.

## Naam
De naam Ténéré is afgeleid van het Toeareg-woord voor "woestijn", zoals sahara, het Arabische woord voor "woestijn" naamgever was van de omvattende woestijn in noordelijk Afrika.

## Klimaat
De Ténéré is aride, met een extreem heet en droog klimaat en nauwelijks vegetatie. In de zomer kan het er 42 °C worden. Het gebied ontvangt nauwelijks meer dan 25 mm regen per jaar en staat bekend om de enorme schaarste aan drinkwater; waterputten liggen vaak honderden kilometers van elkaar verwijderd.

## Topografie
Het grootste deel van de Ténéré is vlak en behoorde ooit tot het Tsjaadmeer. Op sommige plaatsen zijn ontsluitingen te zien van onder andere marmer.

## Geschiedenis
Het gebied werd rond 2500 v. Chr. een woestijn. Voorheen was het een vruchtbaar gebied waar de eerste moderne mensen leefden. Sporen daarvan zijn tot in het paleolithicum (60.000 jaar geleden) gevonden. Vermoed wordt dat de toenmalige bewoners op wilde dieren jaagden, wat geconcludeerd werd op basis van gevonden pijlpunten.
Tijdens het neolithisch subpluviaal (zo'n 10.000 jaar geleden) werd het gebied bewoond door de Kiffiërs en later de Teneriërs. Zij lieten hun sporen na in de vorm van gravures en rotsschilderingen die ontdekt zijn. Toen de Sahara droger werd, trokken de mensen uit het gebied weg.
Ook zijn in het gebied veel dinosauriër-fossielen gevonden. Een compleet exemplaar van het krokodil-achtige reptiel Sarcosuchus imperator, bijgenaamd SuperCroc, werd er door paleontologen ontdekt.

## Bewoners
De Ténéré is relatief dunbevolkt. Fachi is de enige nederzetting die zich niet aan de rand van het gebied bevindt. De totale zonsverduistering van maart 2006 trok over het gebied en op dat moment renden moskeebezoekers in de plaats Dirkou naar buiten om deze te aanschouwen.

## Plaatsen
De "hoofdstad" van de Ténéré is de plaats Agadez, ten zuiden van het Aïrgebergte. Er zijn ook verscheidene oase-nederzettingen, waarvan sommige zijn gesticht vanwege de zoutproductie.
Nederzettingen en dorpjes in de Ténéré:
- Fachi
- Achegour
- Bilma
- Dirkou
- Chirfa
- Agadem
- Seguedine

## Trivia
Naar deze woestijn is een modellenreeks van het motormerk Yamaha vernoemd:
Ténéré motorserie